# Arne Wennström

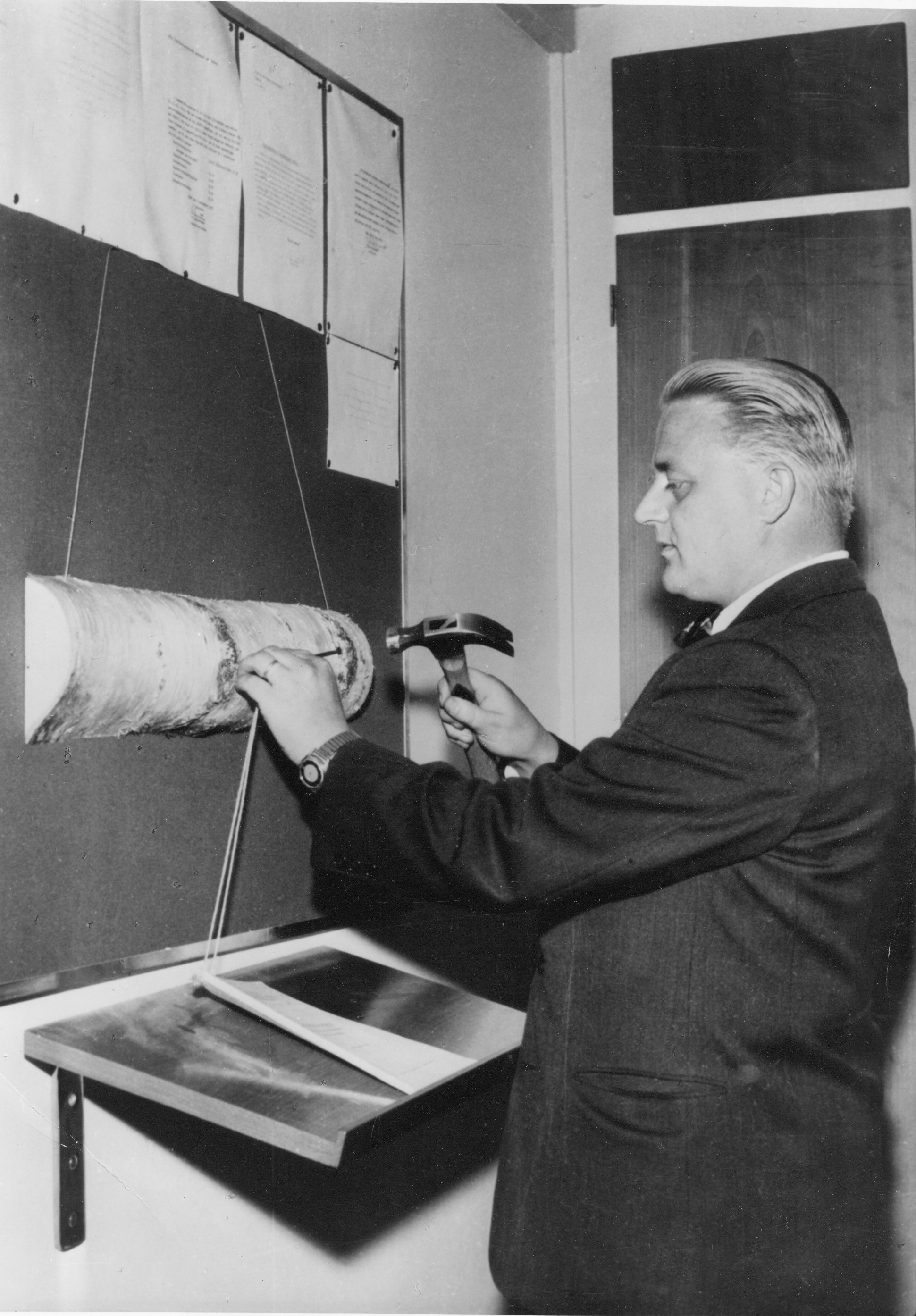
Arne Wennström spikar sin avhandling för odontologie doktorsgrad, den första norr om Uppsala, 1958.

Georg Arne Wennström, född 5 augusti 1922 i Jörns församling i Västerbotten, död i juni 1992 i Landskrona, var en svensk tandläkare.
Arne Wennström, som delvis växte upp i Nederkalix landskommun, tog studentexamen i Haparanda 1943 och studerade sedan i Stockholm, där han avlade tandläkarexamen 1948. Han disputerade 1958 i odontologi vid Tandläkarinstitutet i Umeå, embryot till nuvarande Umeå universitet, och 1963 blev han docent i proteslära vid Karolinska institutet.
Wennström var distriktstandläkare i Piteå 1948–1951, privatpraktiserande tandläkare i Hedemora 1951–1952, assisterande tandläkare i Östersund 1952–1953 och privatpraktiserande tandläkare i Nordingrå 1953–1956. Åren 1954–1956 tjänstgjorde han periodvis vid Tandläkarhögskolan i Stockholm men från 1956 var han verksam vid Tandläkarinstitutet, senare Tandläkarhögskolan i Umeå, bland annat som laborator 1961–1963 och tillförordnad professor 1964–1965.
Han gifte sig 1947 med förskolläraren Gunhild Stenberg, kyrkoherdedotter från Ljustorp.
Arne Wennström är far till Bo Wennström och var brorson till Adrian Wennström.